# Aeolotrocha
Aeolotrocha is een geslacht van vlinders van de familie tastermotten (Gelechiidae).

## Soorten
- A. delograpta Janse, 1960
- A. generosa Meyrick, 1921
- A. paroptila Janse, 1960
- A. phaeoptera Janse, 1960